# Ридлинген
Ридлинген (њем. Riedlingen) град је у њемачкој савезној држави Баден-Виртемберг. Једно је од 45 општинских средишта округа Биберах. Према процјени из 2010. у граду је живјело 10.286 становника. Посједује регионалну шифру (AGS) 8426097.

## Географски и демографски подаци
Ридлинген се налази у савезној држави Баден-Виртемберг у округу Биберах. Град се налази на надморској висини од 540 метара. Површина општине износи 65,0 km². У самом граду је, према процјени из 2010. године, живјело 10.286 становника. Просјечна густина становништва износи 158 становника/km².

## Међународна сарадња
| Мјесто       | Држава   | Врста сарадње | Од    |
| ------------ | -------- | ------------- | ----- |
| Маријакеменд | Мађарска | партнерство   | 2000. |
| Пехларн      | Аустрија | партнерство   | 1996. |
| Извор        |          |               |       |